# 寧靜辭職
寧靜辭職（英語：Quiet quitting），又稱無聲離職、在職躺平、在職離職、静默辞职，不是指字面上「不出任何聲音辭去工作」，而是表示說只到準點整才開始動作，並在工作期間能不管事就少主動（雖然如此，但並非鼓勵玩忽職守），即是直到被指自己認為需要進行應該做的事情才上班，待到工作時間一完結，就立刻丟下工作準時下班，不再為雇主加班也不收公司消息，有如半離職一般，並將請假時數發揮到極限，當然代價是放棄升職加薪的機會。有些人認為，反正獎勵有限，工作中按章辦事好，在公部門中可免得麻煩，亦是一種對私人雇主的抗議，但一些年長者社會專欄中則投稿批評，年輕人與其將就於職位上隨便做事，不如早點換工作。亦會有稱作一種報復性離職的作法，在即將工作高峰期時，迅速提出法定休假或辭呈並隨意交接，以上工作態度之概念的統稱。
此概念Z世代中興起，是由於受到新冠疫情衝擊的影響，上班族突然需要在家工作，引致人民反思平常生活時間與工作時間失衡，但同時卻沒有因為這樣獲得相應回報，為此而不想為公司進行更多份量的工作，抱著「不多做、不加班、不升職」的心態面對。漢語圈與該詞相近的概念有躺平、佛系、打風流工、打師奶工。

## 由來
寧靜辭職的由來可追溯到2009年時，有位名為Mark Boldger的美國經濟學家在一次經濟座談會上提出，之後由經濟學家Thomas Sowell、作家Nick Adams繼續推廣研究此現象，但當時還不流行。但直到2021年，中國受到新冠疫情影響，再加上中國自身存在著各類社會問題，躺平在抖音等社群網路上興起。至2022年7月底傳遞至海外，一位二十多歲名為Zaid Khan的工程師，於抖音上發佈一段短片，表示「我學到一個叫寧靜辭職的概念，這並不是辭職不工作了，而是辭去那個在職場上奮鬥的你。你可以繼續工作，但不需要覺得工作是你生活必需的一部份，畢竟你的人生不只是只有工作」。有關影片有17秒而已，卻引起了各大網友的迴響與反思，寧靜辭職亦在後來經常與「躺平」比較。

## 成因

### 新冠疫情打亂社會運作模式
在新冠疫情影響下，有上班族被迫縮短工時丶停工離職，亦有上班族被迫在家工作。有高工時工作者雖然被縮短工時，但因為這樣而不需天天加班，多出了許多休息時間；相反地，一些遙距工作的工作者由於需要在家工作，許多公司上的事情也轉到去了家裏工作，因此有人即便平時的工作時間過了，也被迫繼續工作，直到有關項目完成為止，私人生活的時段大打折扣。
對於這些疫情期間工作與生活的模式，工作者開始反思是否值得 ── 一些平時高工時工作者覺得即使被扣減工時工薪卻沒有對他們的生活造成太大影響，但相反一些平時不需要把工作帶回去家裏的卻要加時做公司的事情並且未必獲得超時薪金。

### 理想與現實之間的落差
有工作者在入職時會抱著充滿幹勁的心態去面對，希望自己早日升職加薪。受到老闆的鼓舞下，作為員工會更努力為公司奮鬥。然而，在工作了一段時間後會開始浮現各種問題，例如遭到上司謾罵丶安慰一些客戶的不滿情緒，這些遭遇亦改變了工作者的價值觀。尤其在新一代，越年輕的人會降低對於自己在公司的價值，不在乎是否能出人頭地。Gallup, Inc.的一項調查顯示了，年輕工作者（Z世代和千禧一代）的敬業度在眾多年齡層中最低，只有31%，反映這群人不想再活在奮鬥文化之中。

### 過度發展加劇階級固化及社會矛盾
在經濟仍在發展階段時，當時物質不豐裕，嬰兒潮人力經爭激烈，一般的人仍能到處謀求機會工作，使生活變得更好。不過，由於正正生活變好丶物質豐裕起來了，同時邁入少子化，因此可以較為輕鬆生活，加上大量機會已被上一代「剝奪」，後代也因此發現到越來越少機會，房價物價漲了多倍，工資仍然差不多，這種情況不但造成階級固化，亦引起了社會矛盾。
例如在香港，由於貧富問題嚴重，再加上社會運動的發生等，年輕一代將矛頭指向一些上流社會的中年老年人，當時參與社運的年輕人被中年老年一輩戲稱作「廢青」並覺得這些人只懂「搞破壞」，年輕一輩因而於網絡反擊並以在職場上擁有以下特徵且作為上司的中老年人，稱作「廢老」丶「廢中」。
1. 他們經常訴說自己的經歷，像是「我以前幾乎沒有休息去每天工作二十四小時」；
2. 他們以自己的經歷來「教訓」後輩，像是「我以前這麼努力工作了，你也應該學我一樣，那麼你將來就會很成功」；
3. 他們犯錯了，會用各類借口來美化，反倒後輩犯錯，則會說三道四；
4. 他們已經對社會沒有產出，但一直佔據著社會的大量資源，甚至是權力；
5. 他們總是停留在自己的年代，以為用自己年代的工作模式跟現在年代的工作模式一樣。

### 躺平世界化
上面情況不但只出現在香港的職場裡面，現實是世界各地許多公司的職場上已經存在著這種現象，那就是作為上司的中年老年一輩一昧指責後一輩，加深後一輩不滿的情緒。年輕人不滿的情緒只能在虛擬世界上發洩，導致成群結對地職業倦怠，令新一代支持「寧靜辭職」的心態容易產生。
Gallup民調公司在發現Z世代敬業度下降同時，由於概念的全球爆紅，調查中亦顯示出美國已經有50%員工會改採取相關態度，主動提出辭職的有6%。採取寧靜辭職態度的員工主要對僱主感到不滿，認為僱主不尊重他人的個人空間，令僱主和工作者產生矛盾，臨床心理學家Rebecca Holt指出員工需要一定的私人時間，而高德納諮詢公司主管Josh Bittinger則指寧靜離職並不是鼓勵人懶惰，而是讓人們有喘息的空間。有些工作者更說明自己在採取有關態度後，工作照樣完成，唯一不同的地方在於自己不再像以前一樣掙扎和有壓力。

## 影響

### 反對的持份者
在概念爆紅後，各持份者抱著不同的意見。《創智贏家》的主持人Kevin O'Leary批評「這種思想很糟糕，更是一種輸家才會做的」；《赫芬頓郵報》創辦人則認為「工作可以賦予我們意義和目的，是充滿生命力的生活元素之一」，所以不應抱持這種態度；而且亦有仍在職場上奮鬥的員工表示這對於他們不公平，因為看到其他人敷衍了事，自己還要努力工作，大家卻領著相同的薪水，反倒是如果覺得工作沒意義的話，唯一方法是直接辭職或換部門，也許大家都會有更好的發展。

### 寧靜開除
在寧靜辭職興起的同時，作為僱主的一方出現了「寧靜開除」的概念。寧靜開除主要的原因也是受到疫情影響，就算員工的工作已轉移到家中，在一定程度上節省了公司資源，例如電費丶紙張丶水費方面的資源。然而有些員工的效率在開始在家工作後下降，於是僱主選擇讓一些員工不好過，不但不給員工加薪與福利，而且以各類要求刁難工作者，以及「安靜招娉」（內部調動人力）等手法，刻意使人感到挫敗及主動離職。有些公司僱主甚至以疫情作為理由故意辭退相對較高薪的工作者，然後在一段時間過後再以類似職位的最初起薪點聘請被辭退的員工。但亦出現年輕人在被辭退後，將公司內部情況對外爆料的反擊，形成新的勞資糾紛，而雙方有辦法互不相讓，則擔心可能會惡性循環造成的社會問題。